# Matelea trichopedicellata
Matelea trichopedicellata är en oleanderväxtart som beskrevs av Krings och Morillo. Matelea trichopedicellata ingår i släktet Matelea och familjen oleanderväxter. Inga underarter finns listade i Catalogue of Life.